# Bartolomeo d'Alviano
Bartolomeo d'Alviano (1455-1515) fue un condotiero italiano y capitán que se distinguió en la defensa de la República de Venecia contra el emperador Maximiliano. Nacido en Alviano, llegó a ser un soldado astuto y lleno de recursos.

## Biografía
Hijo de Francesco d'Alviano e Isabella degli Atti, Bartolomeo participó desde muy joven en las luchas de Italia central, sirviendo primero a los Estados Pontificios y, tras pasar varios años en la República de Venecia, en 1496 se unió a la familia Orsini para combatir contra el papa Rodrigo Borgia y los Colonna, que intentaban conquistar territorios de los Orsini. Al principio, los hombres del papa llevaron la mejor parte y redujeron a Bartolomeo a tres fortalezas, pero él siguió resistiendo. Oliendo la victoria, César Borgia, hijo de Rodrigo, le cortó los suministros, pero cuando todo parecía perdido, Carlo Orsini apareció en la colina con su ejército y se unió a Bartolomeo para derrotar a los hombres del papa e incluso hirió a César en la cara.
En 1503, sirviéndose de su común oposición a los Borgia y de ciertas afinidades con Venecia, Fernando II de Aragón atrajo la lealtad de los Orsini, prometiendo así mismo a través de su embajador Francisco de Rojas ayudarles a devolver a los Médici el gobierno de Florencia. Esto les llevaría irónicamente a compartir bando con los Colonna, representados por Prospero Colonna, homólogo y acerbo rival de Bartolomeo. Bien considerado por el Gran Capitán, Gonzalo Fernández de Córdoba, que tenía a ambos como sus adjuntos, Bartolomeo resultó determinante en la victoria de la batalla del Garellano sobre los franceses, con la que se conquistó el reino de Nápoles y se inició la dominación española de la Italia meridional, y recibió como recompensa el ducado de San Marco en Calabria.
En noviembre de 1504, coincidiendo con la muerte de la reina Isabel, Fernando redefinió su política napolitana y maniobró para convertir a los condottieros locales en vasallos permanentes. Sin embargo, con el paso de los meses Bartolomeo y los Orsini percibieron que el cumplimiento de la ayuda prometida se retrasaba por desacuerdos en las altas esferas, por lo cual Bartolomeo se alzó en agosto de 1505 y, tras atacar las tierras de los Colonna, llevó a cabo una infructuosa invasión de Florencia. El conflicto causó un escándalo, atrayendo acusaciones de que Fernández de Córdoba había ordenado o al menos permitido el ataque, y llevó al rey de Aragón a prescindir de los servicios de Bartolomeo, retirándole el ducado concedido. Habiendo perdido también el apoyo del Gran Capitán, Bartolomeo volvió al servicio de Venecia al año siguiente junto a Niccolò Orsini.
También en 1506, Bartolomeo derrotó a Maximiliano I, emperador del Sacro Imperio Romano Germánico, en Cadore, Mauria y Pontebba, y tomó además Trieste y Gorizia. Los venecianos, impresionados, le eligieron para el cargo de gobernador general. Ese mismo año también cayó Pordenone, y la Serenísima asignó su señorío a Alviano.
Todo le fue bien hasta 1509, año en el que comenzó la construcción de las nuevas murallas de Padua, con el giro desfavorable de la Guerra de la Liga de Cambrai. Alviano y su primo Niccolò di Pitigliano, los comandantes en jefe de las fuerzas venecianas, habían recibido órdenes de rehuir la batalla frontal contra los franceses en Agnadello, pero cuando éstos dieron alcance inesperadamente al contingente de Bartolomeo, Niccolò le abandonó a su suerte, ocasionando su derrota total. Bartolomeo fue herido y cspturado y Venecia perdió Lombardía, una provincia que habían conquistado después de «ochocientos años de esfuerzo». Furiosos, los venecianos se negaron a ayudar a Bartolomeo, a quien culparon de la debacle.

## Últimos años y muerte
Alviano permaneció encarcelado hasta 1513, año en el que Francia y Venecia se aliaron contra el Ducado de Milán, de modo que fue liberado y acabó luchando para los franceses, bajo el comandante francés Louis de la Trémoille. Sin embargo, su ejército fue derrotado en la Batalla de La Motta por el virrey español de Nápoles, Ramón de Cardona, a quien respaldaban el brillante Fernando de Ávalos y el viejo enemigo de Bartolomeo, Prospero Colonna.
Posteriormente, Alviano conquistó y saqueó de nuevo Pordenone, que entre tanto había caído otra vez en manos de los Habsburgo. Más tarde, en septiembre de 1515, sería un protagonista de la victoria francesa en Marignano, en la que atacó a los mercenarios suizos con un cuerpo de tan solo 300 caballeros. Logró conquistar Bérgamo, pero tras recuperar su antiguo puesto de general del ejército veneciano, murió en octubre de 1515 durante el asedio de Brescia.
Los venecianos acogieron su cuerpo con una grandiosa ceremonia y le enterraron en la iglesia de San Esteban, en Venecia.